# 天恒邨

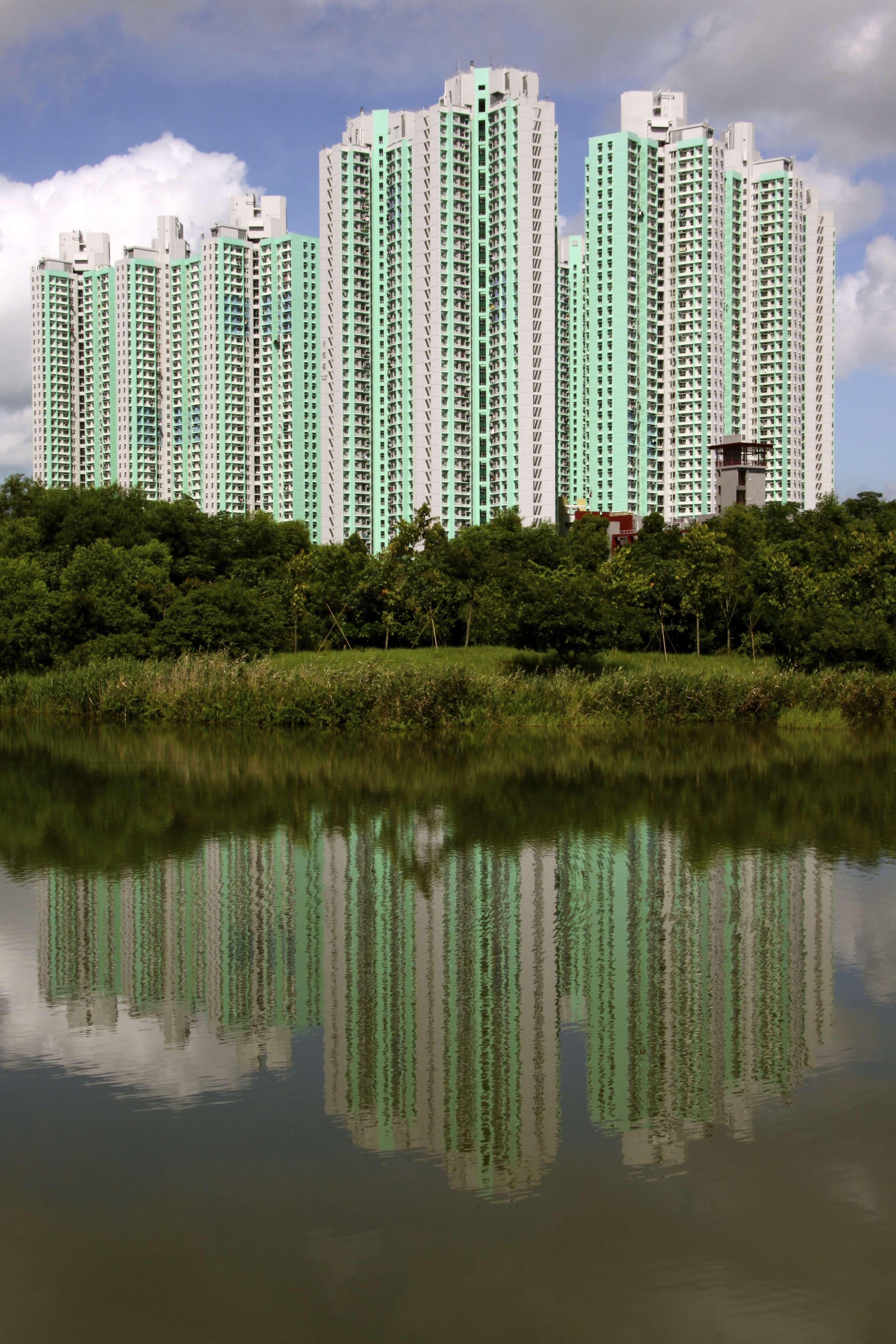
天恒邨北面

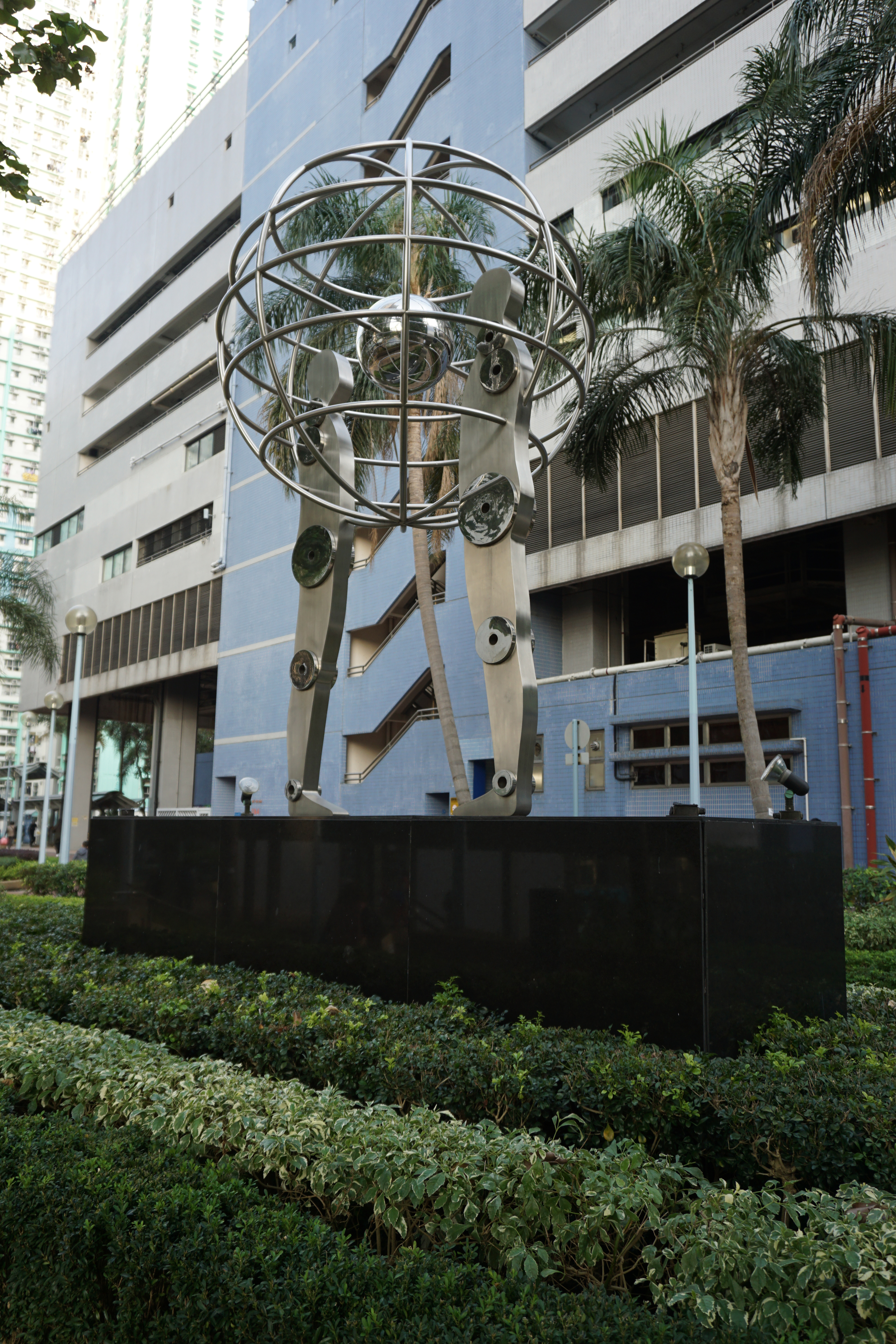
天恒邨塑像（智息）

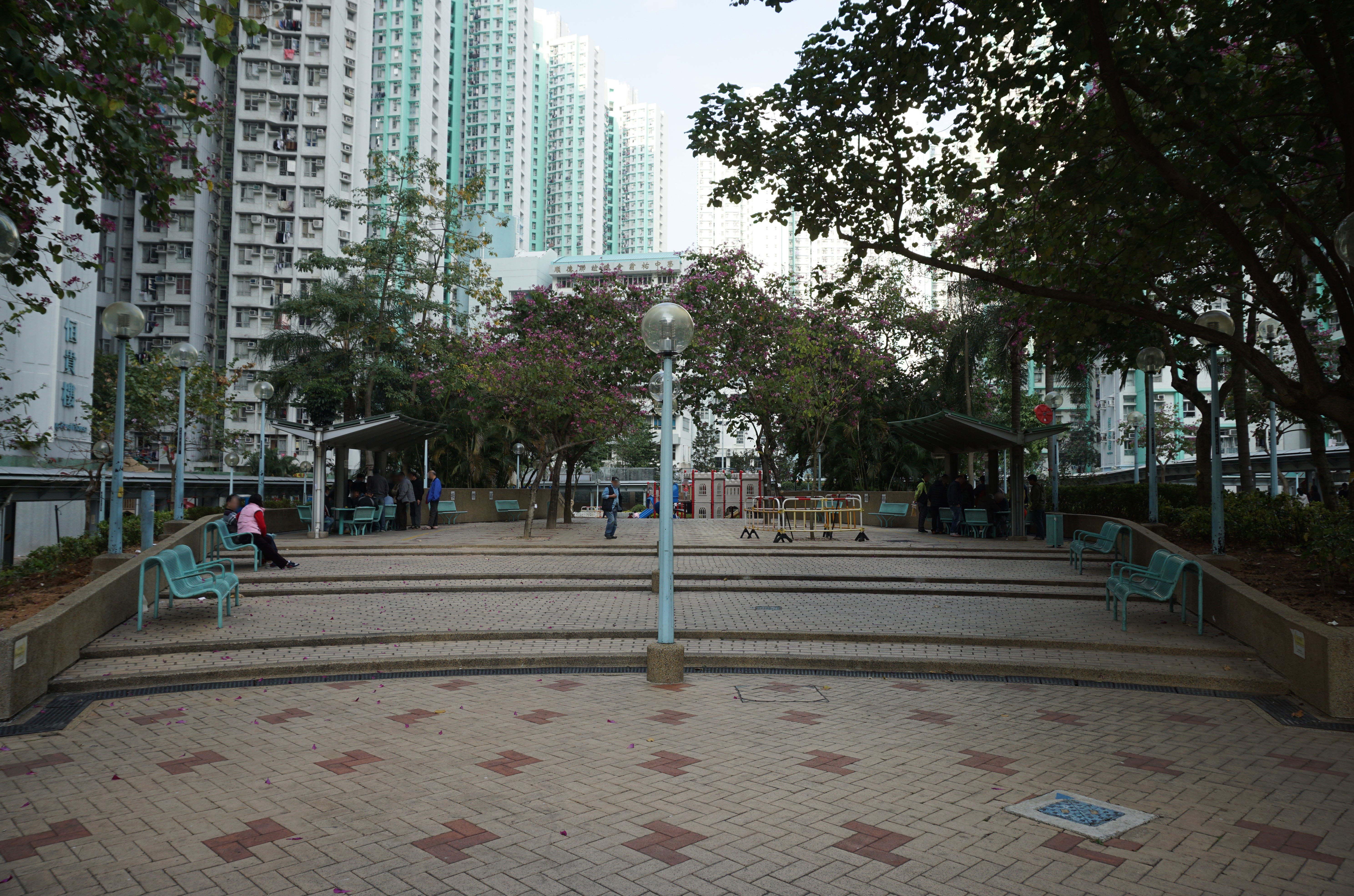
休憩廣場

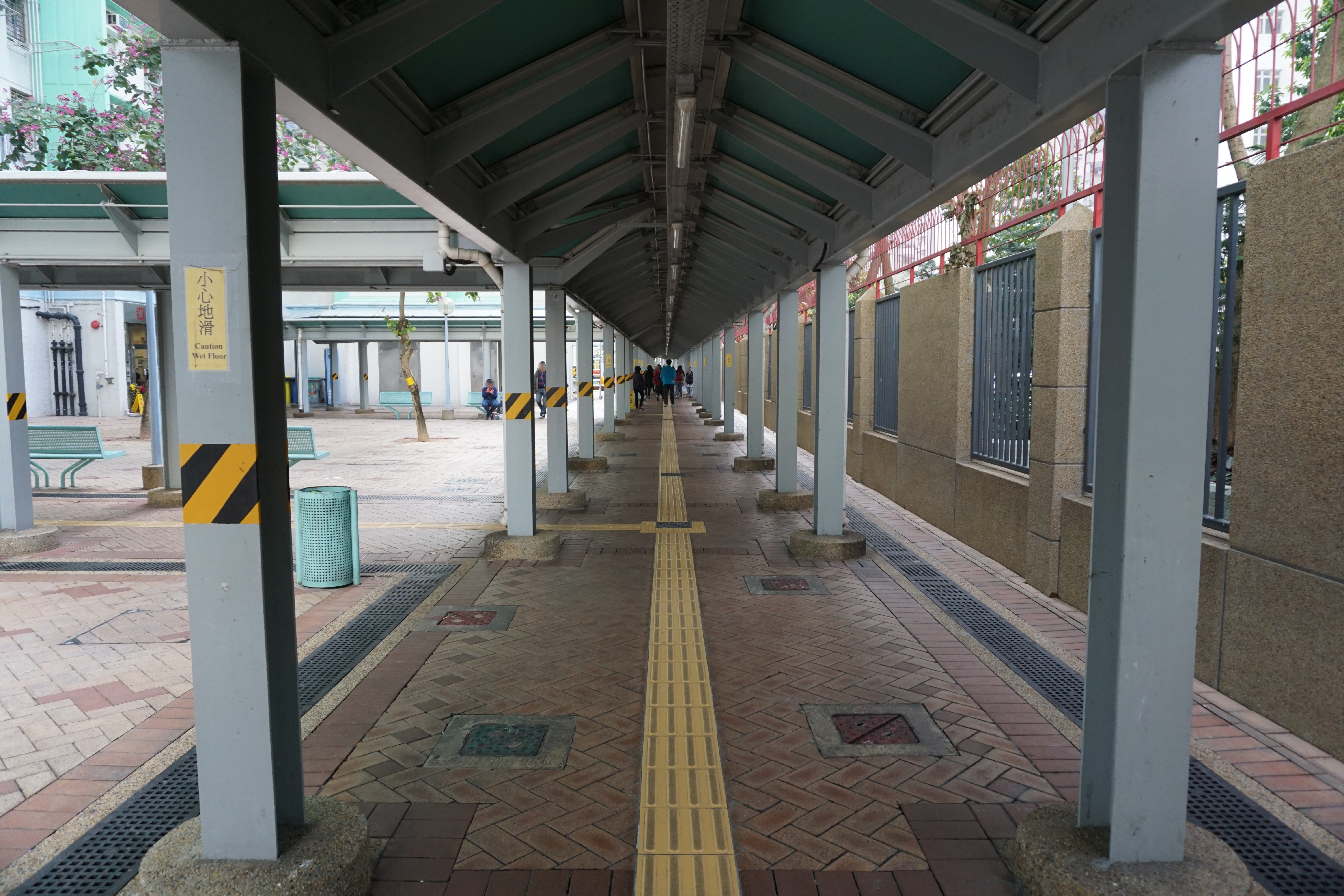
有蓋行人道

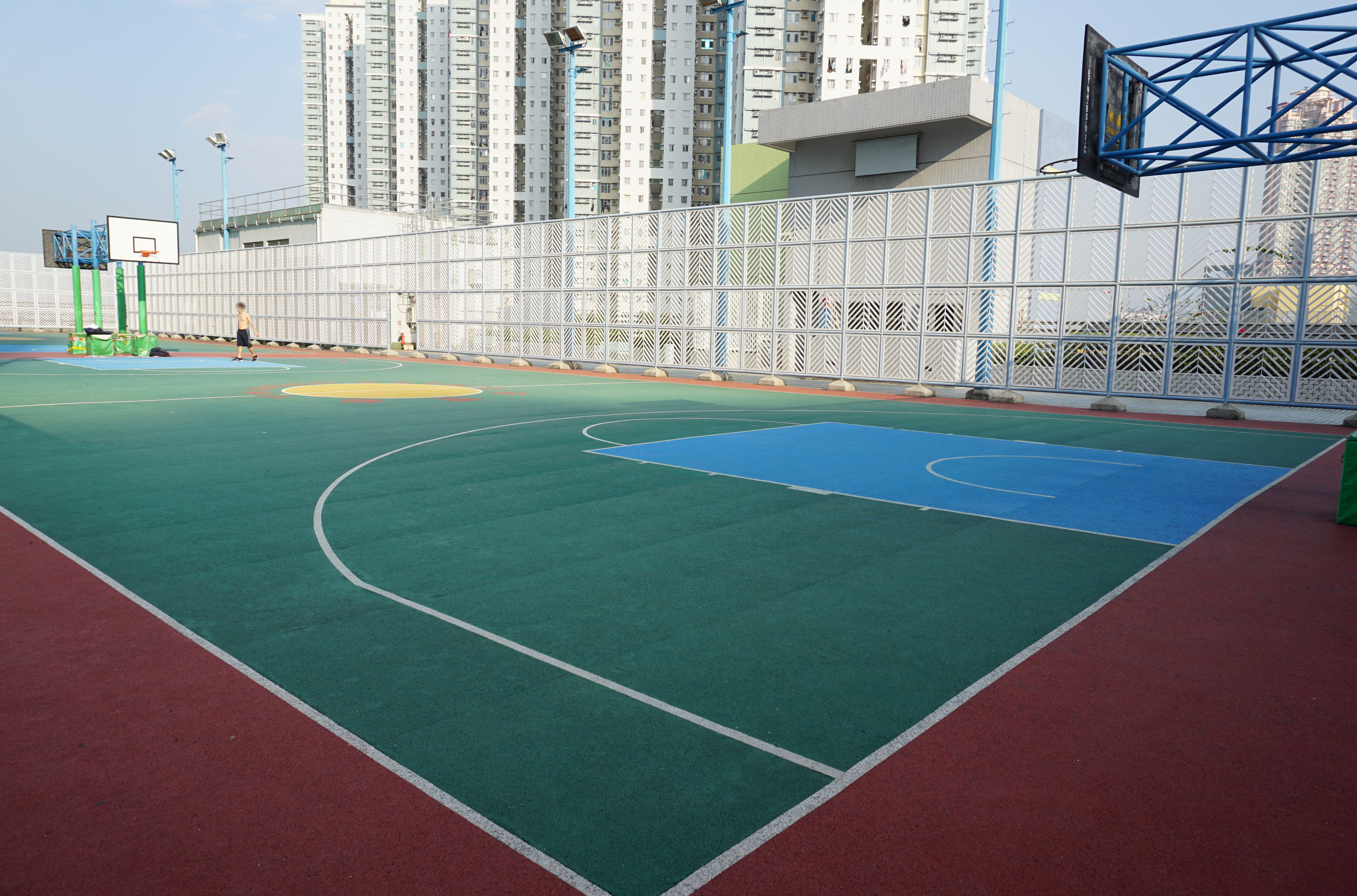
籃球場

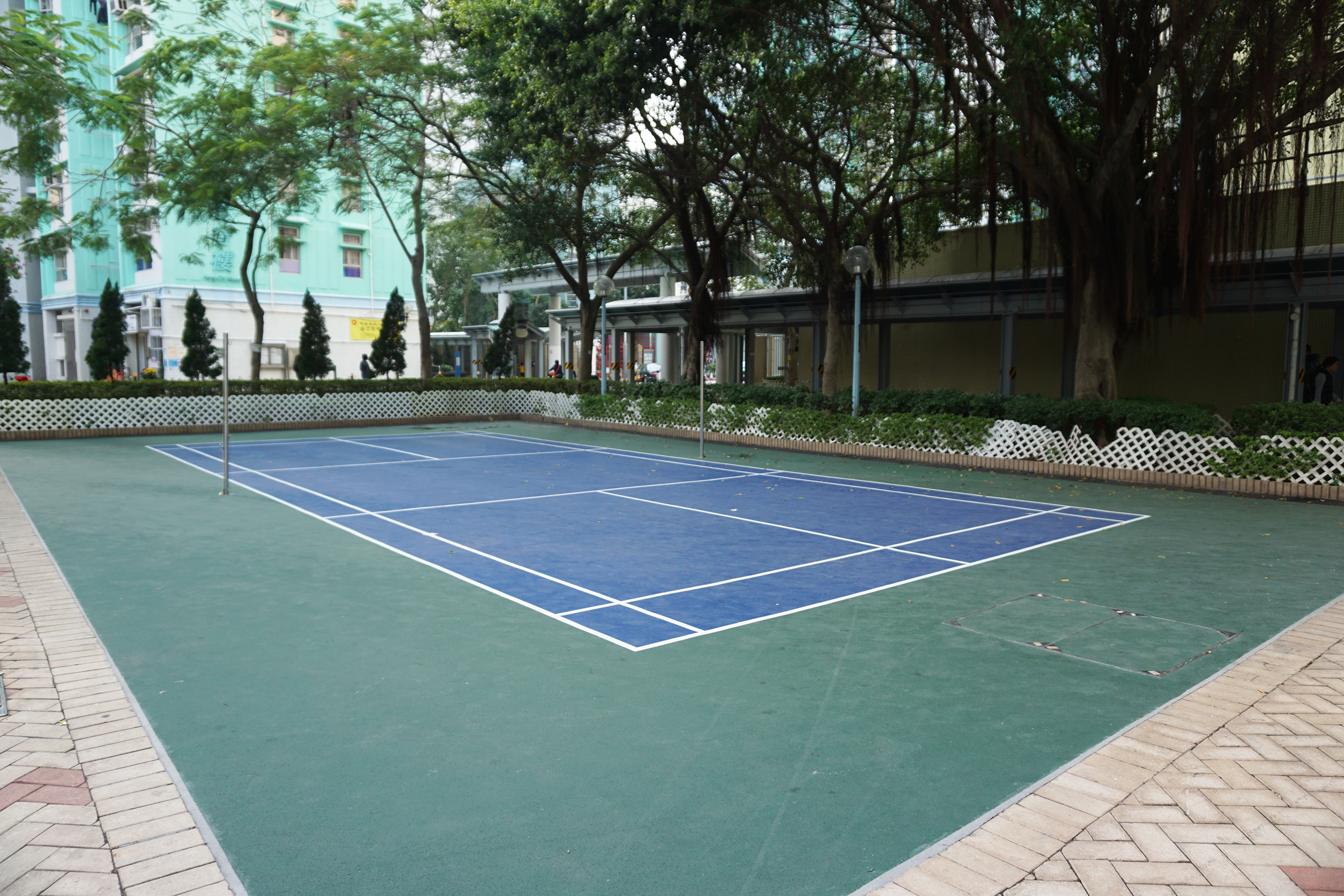
羽毛球場

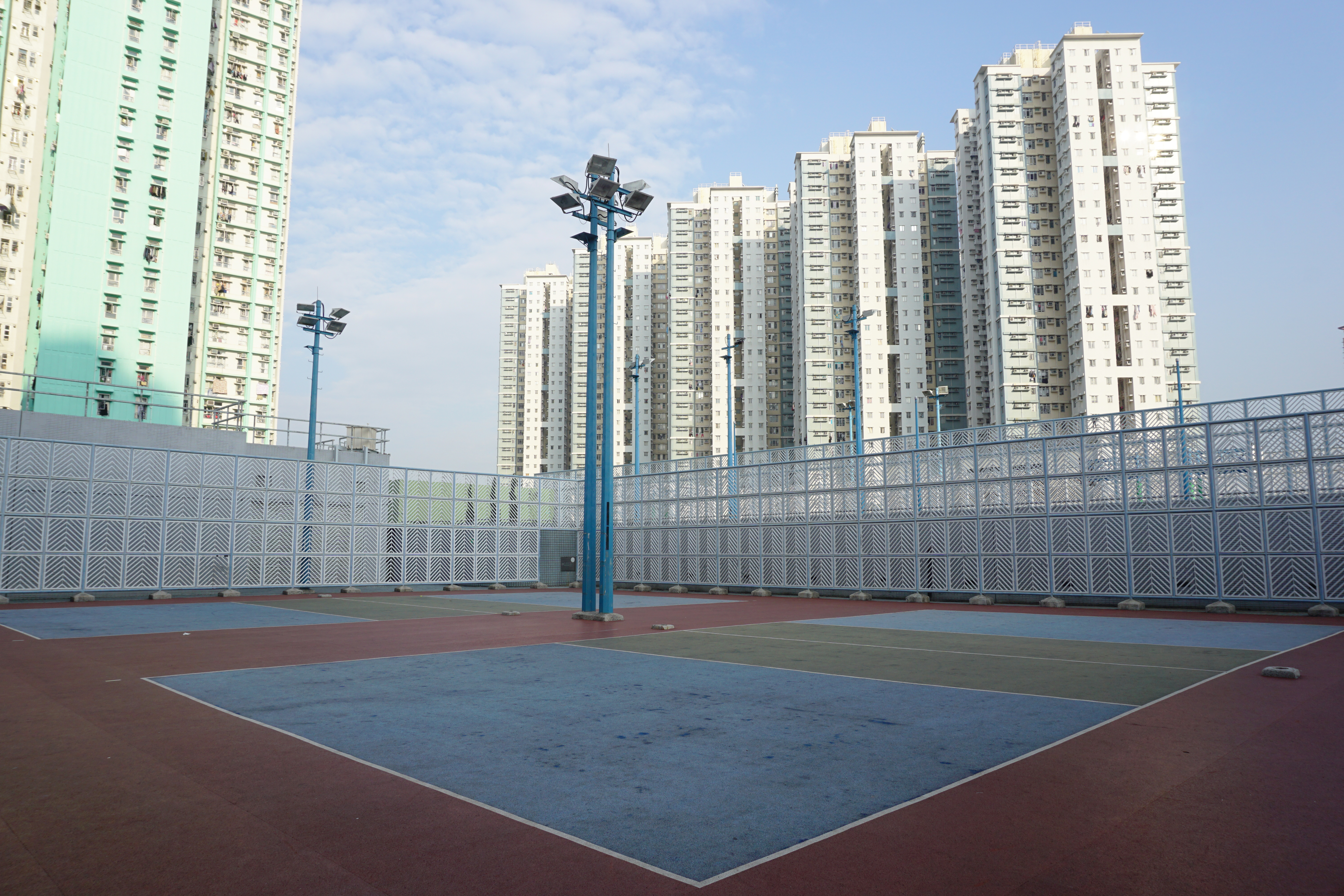
排球場

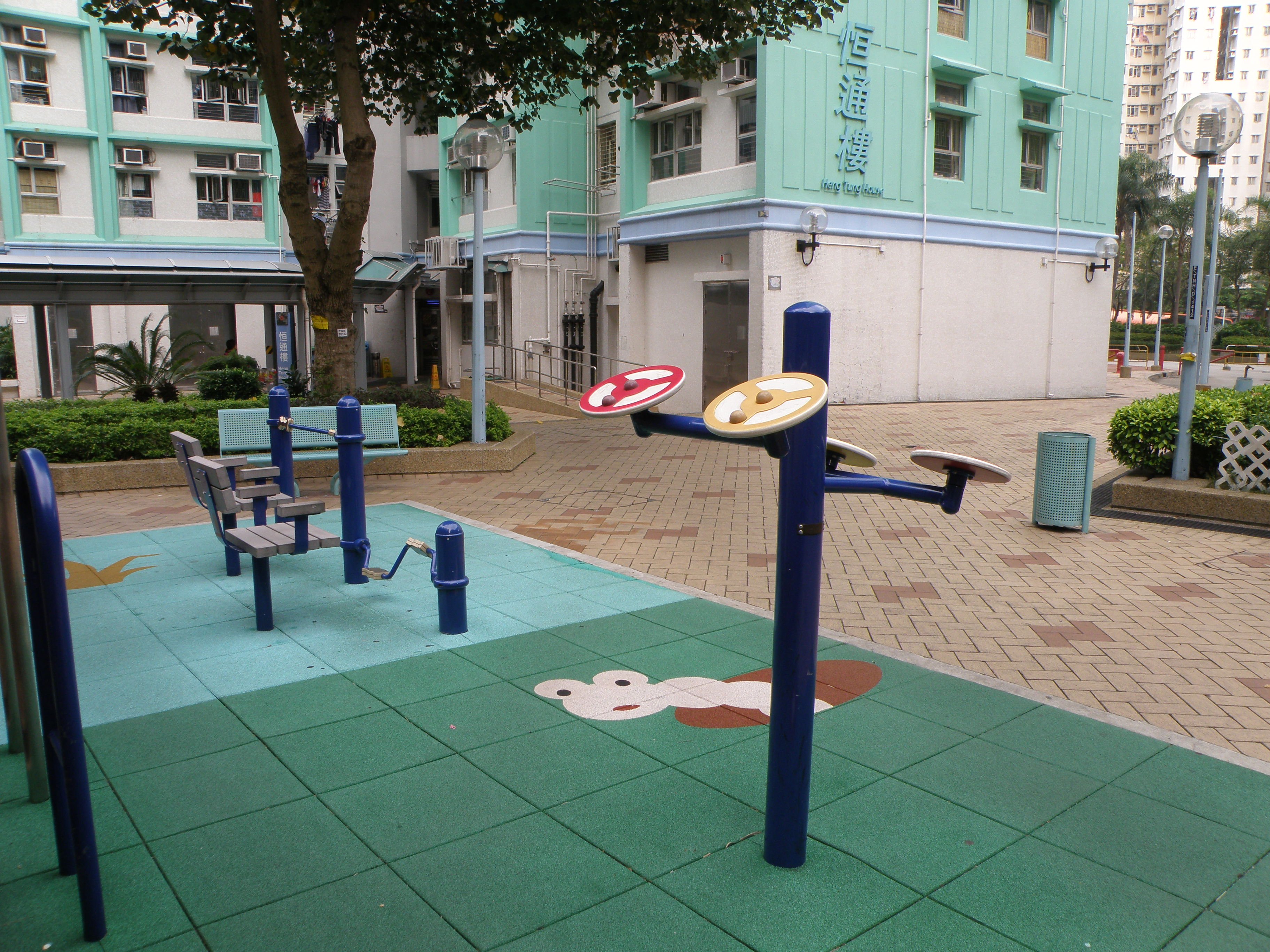
健體區

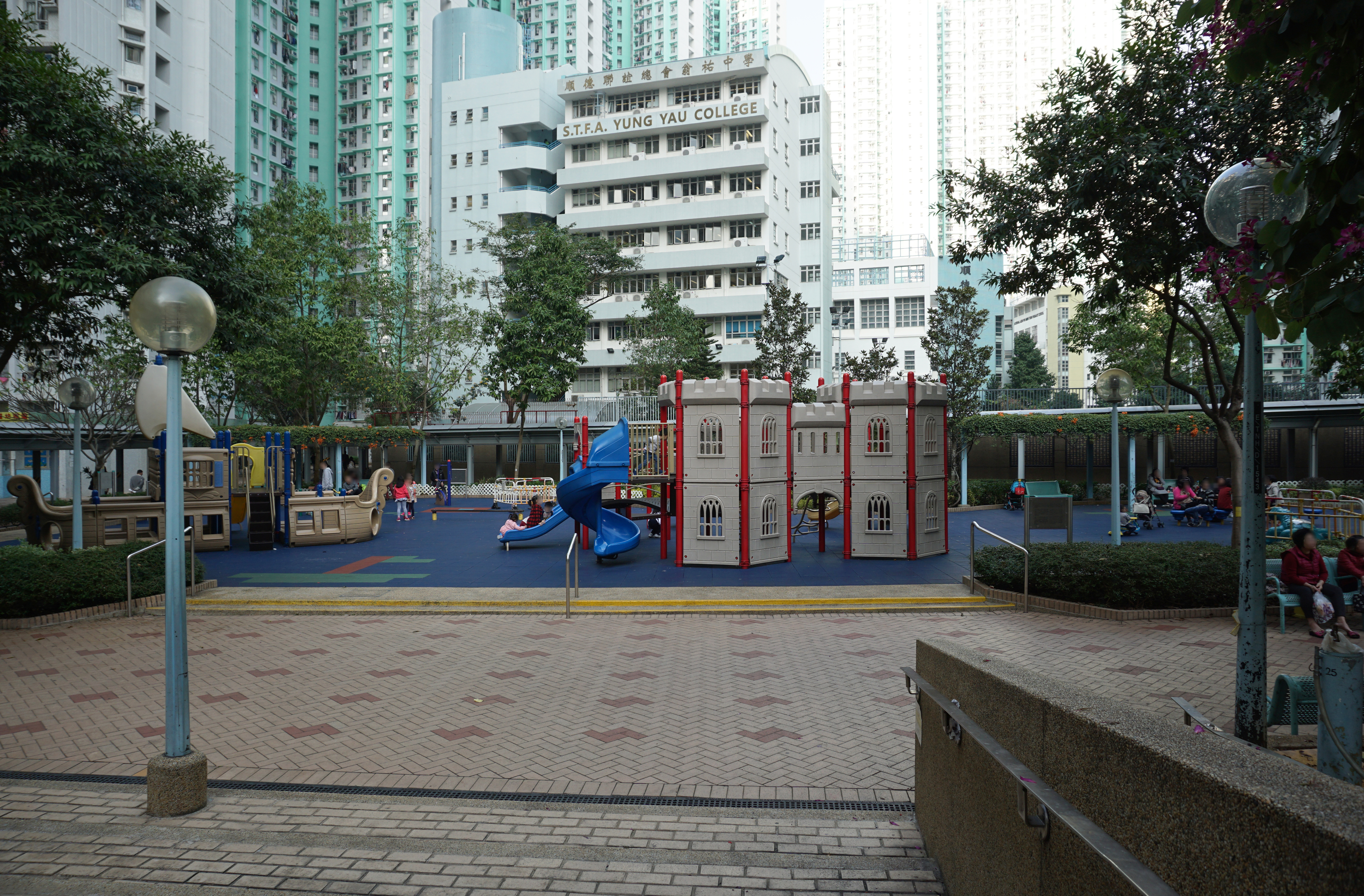
兒童遊樂場

天恒邨（英語：Tin Heng Estate）是香港的一個公共屋邨，項目編號為YL21NR，位於新界元朗區天水圍新市鎮北部（天水圍第110區），於2001年落成入伙，共有14座大廈，屋邨整體由房屋署總建築師設計、另外恒輝樓、恒滿樓、恒麗樓則聘請Design 2公司設計，香港房屋委員會負責屋邨管理。

## 簡介
天恒邨原本是居屋第23期乙及可租可買計劃第2期屋苑「天恒苑」，亦是天富苑聚富閣短樁案（參見圓洲角短樁案）受影響業主的指定安置屋苑（該等業主可憑特別保證書繞過攪珠程序，與受整體重建計劃影響租住公屋居民一併直接購買單位，名額320個），後來因為政府於2000年打算將租住公屋輪候年期縮短至三年以企圖挽救樓市，而與其餘的第23期乙居屋屋苑一併改為公共屋邨出租，導致給予上述天富苑業主的安置保證書亦因而作廢。
天恒邨於2001年起入伙。邨內共有14座樓宇，而每座均有一個互助委員會（已於2023年1月1日之前停止運作）。公共設施方面，邨內現只有4個小型遊樂場及1個位處停車場上蓋的小型運動場供邨內居民使用。
此外，天恒邨亦是香港首個採用1999年新版本新十字型大廈的公共房屋項目，以及第四個採用框筒模式興建的公營房屋（其建築技術同樣用於昌盛苑、慈愛苑三期及天盛苑第四建築期），更是全港唯一建有和諧式大廈但不設開放式一人單位的公共租住屋邨（天恒邨有三座樓宇採用居屋和諧式設計，一層只有16伙，與普遍和諧式出租公屋樓宇一層18或20伙不同）。
因為天恒邨原本是作居屋出售，因此採用了居屋樓宇設計，所以本邨部份的單位面積比同區其他屋邨的單位大，例如康和式大廈設有三房兩廳連套房的大單位，而設備及用料較普遍的出租公屋單位優勝（例如廚房已設有廚櫃），所以天恒邨單位的租金亦較同區的其他屋邨昂貴。但相對於天水圍其他公共屋邨，本邨有較多新來港人士及南亞裔香港人，部份只依靠綜援生活、居民收入微薄，導致部分天恒邨居民負擔不起租金，並批評租金太貴。
天恒邨停車場樓高6層，房委會將部份樓層的空間改建為社區服務設施，其中1、2、5樓的A翼為「香港賽馬會天水圍電話投注中心暨義工及培訓中心」，而6樓A翼則設有青少年綜合服務中心、會議室、活動室及遊樂設施。
另外，本邨有時會寫作「天恆邨」，「恒」為「恆」的異體字。

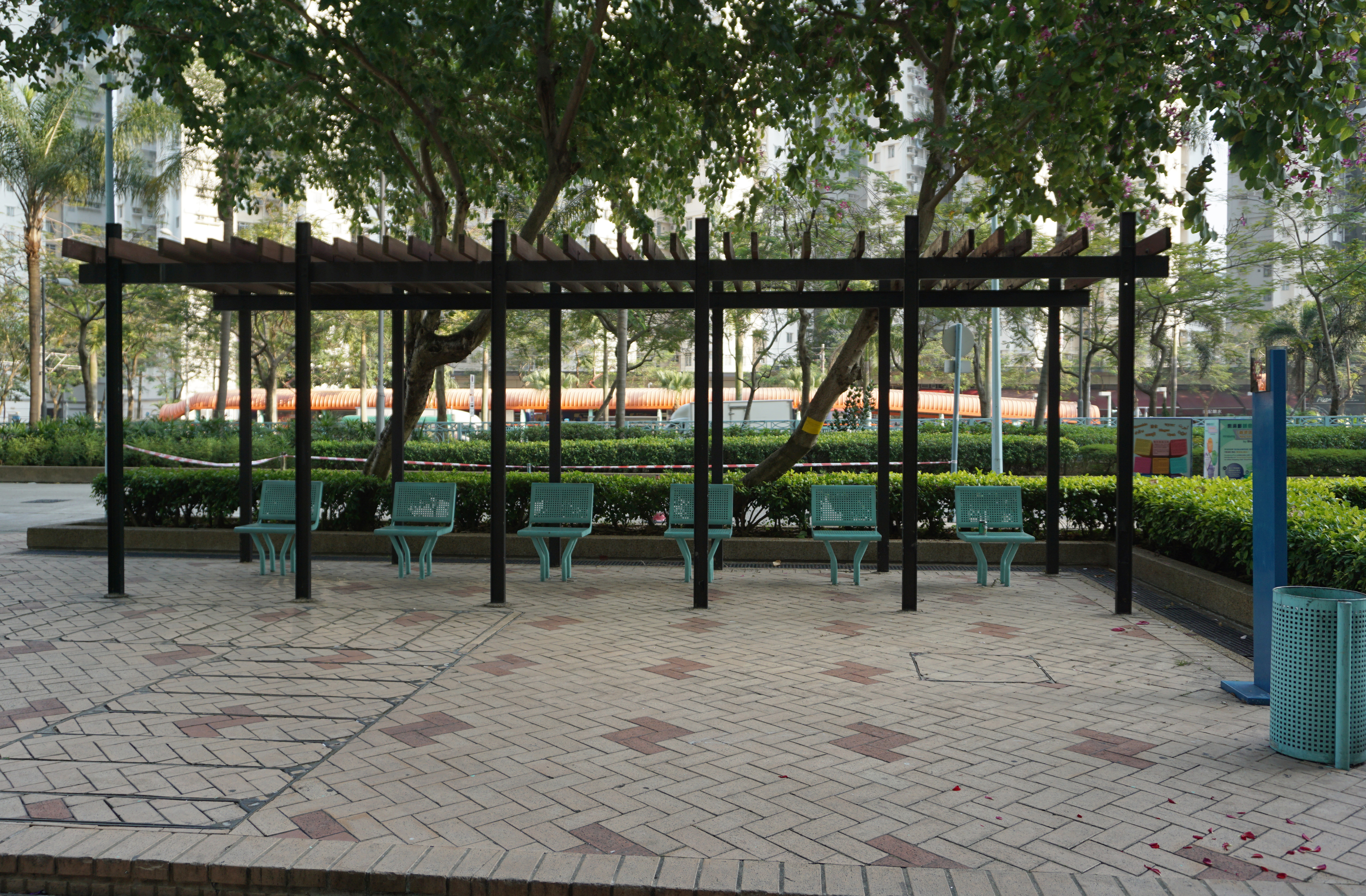
休憩區
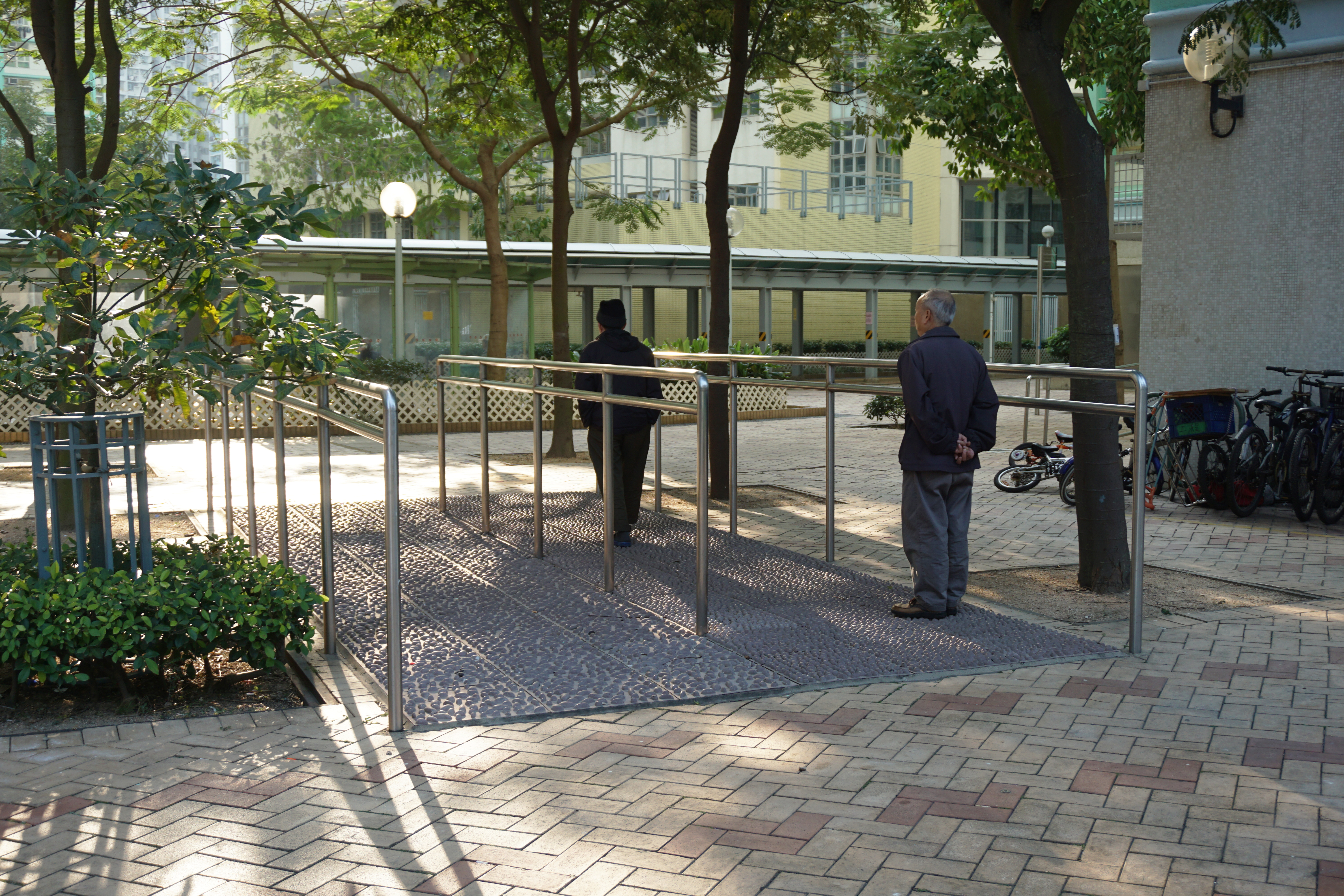
卵石路步行徑
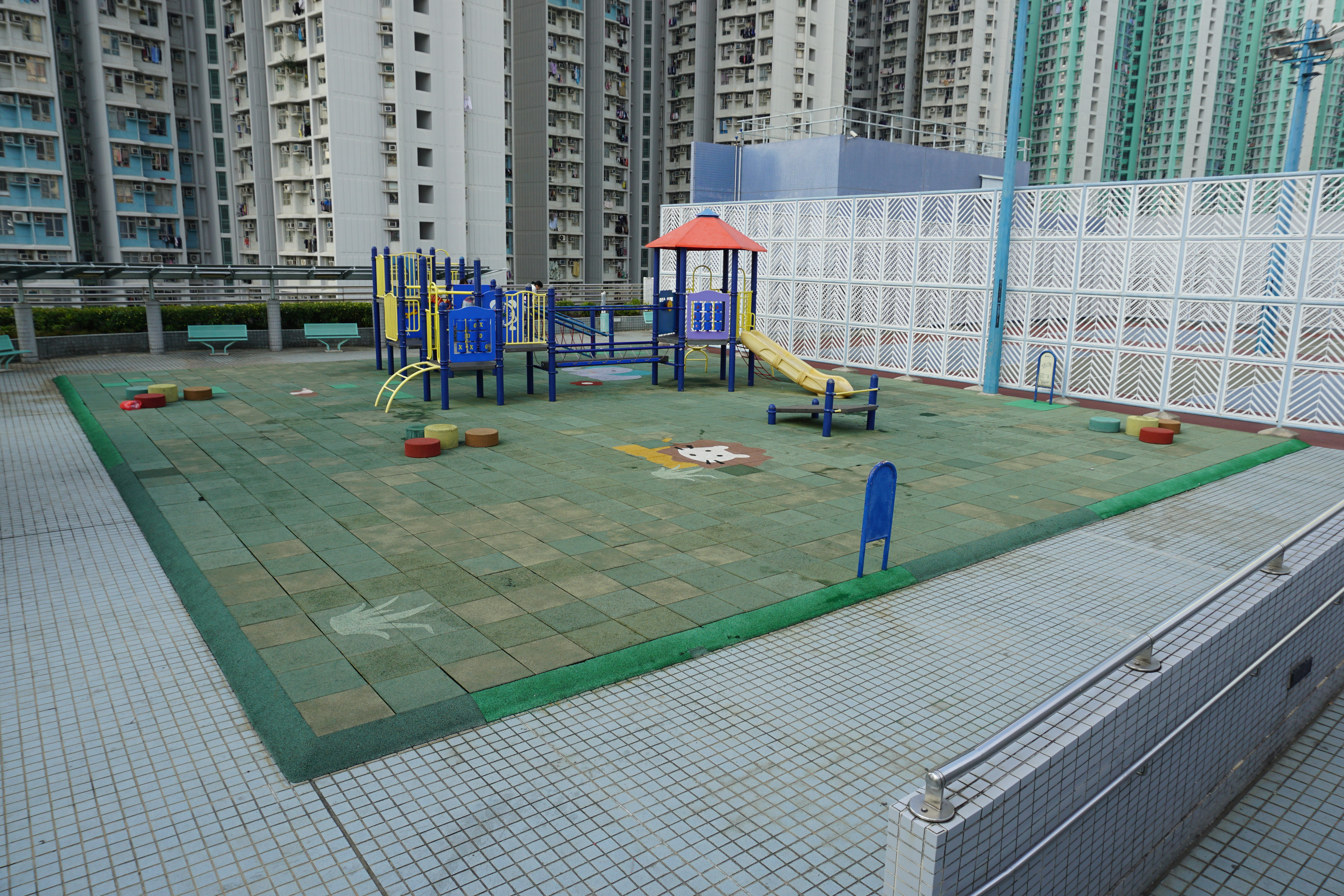
兒童遊樂場（2）
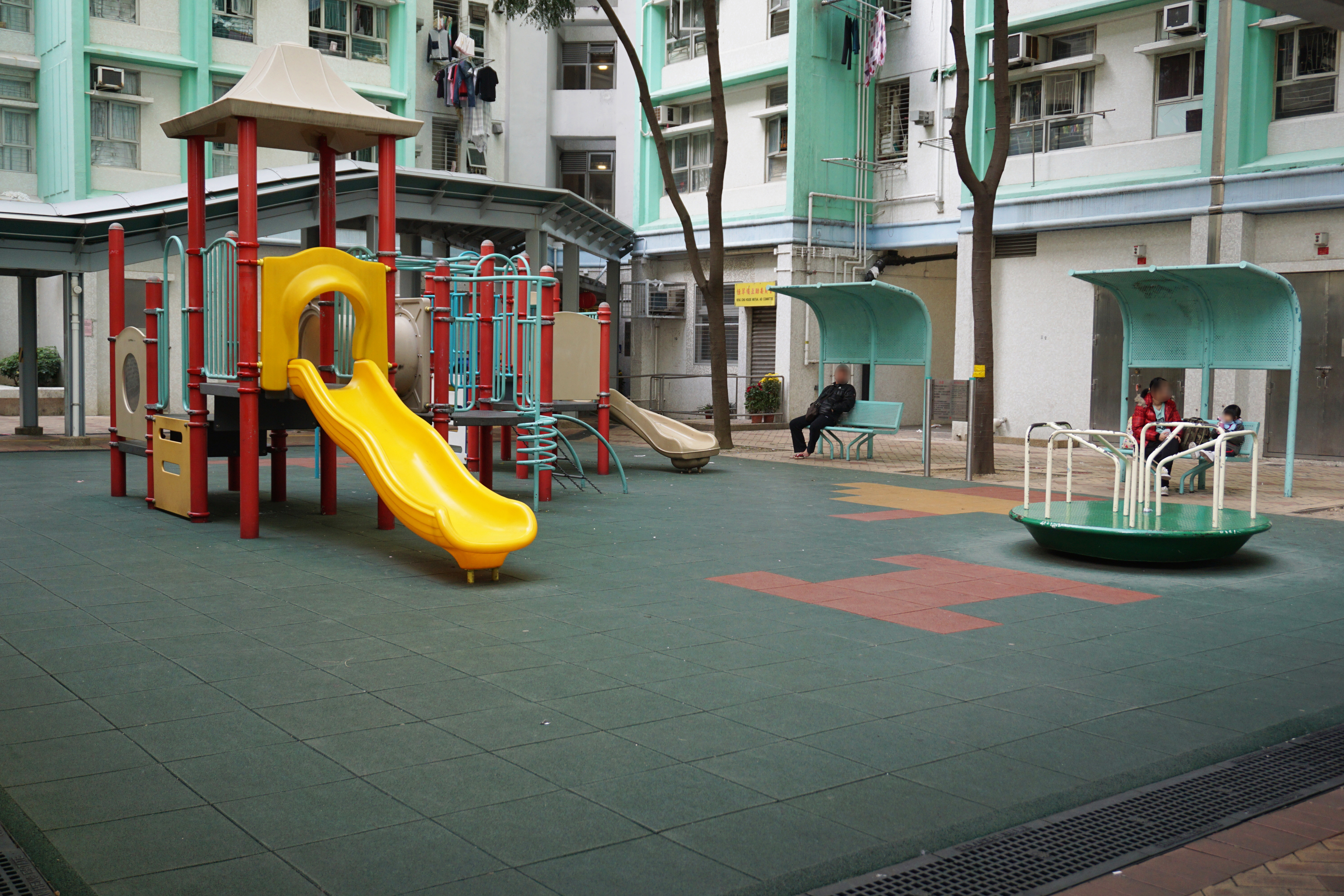
兒童遊樂場（3）
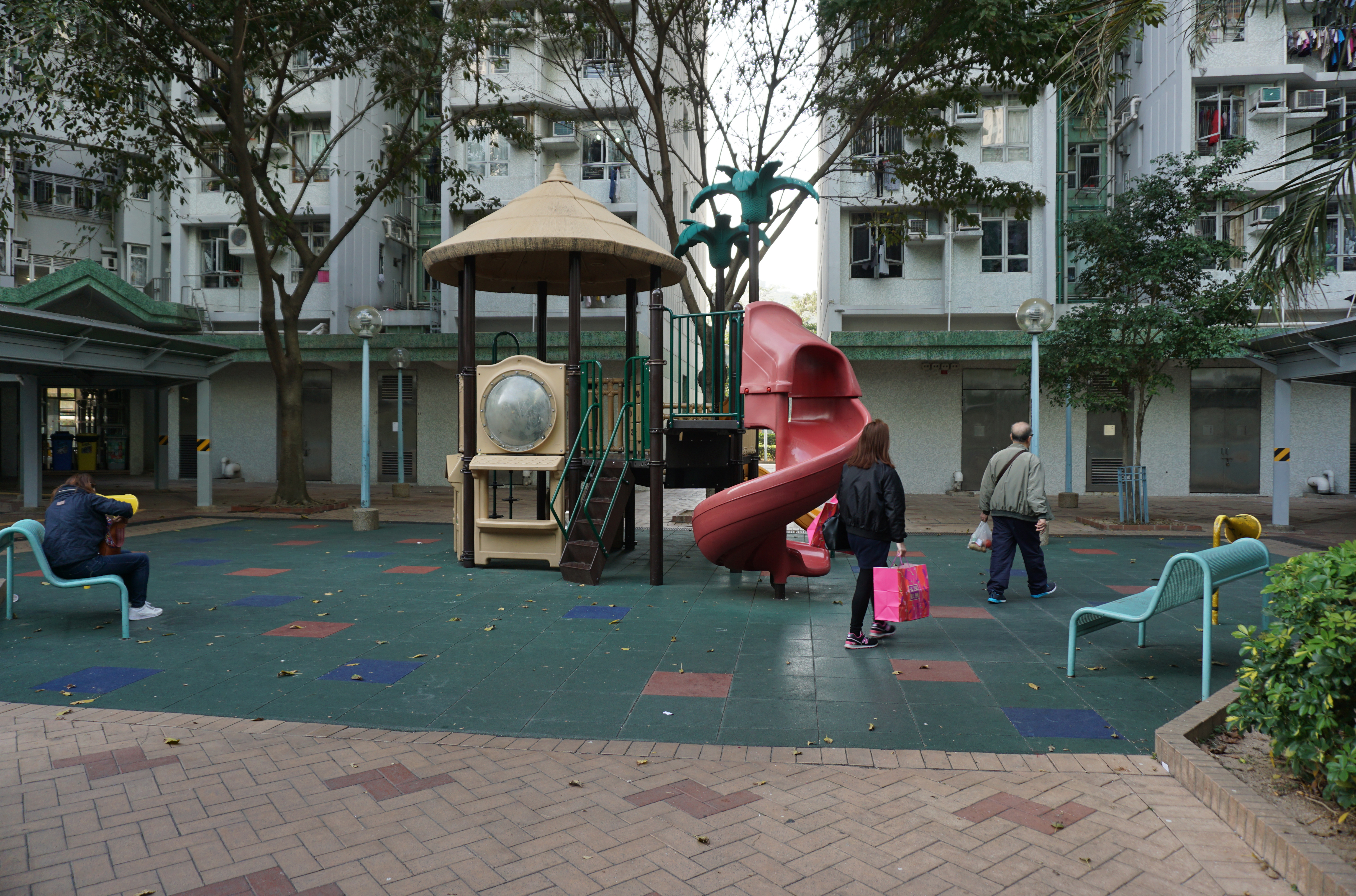
兒童遊樂場（4）
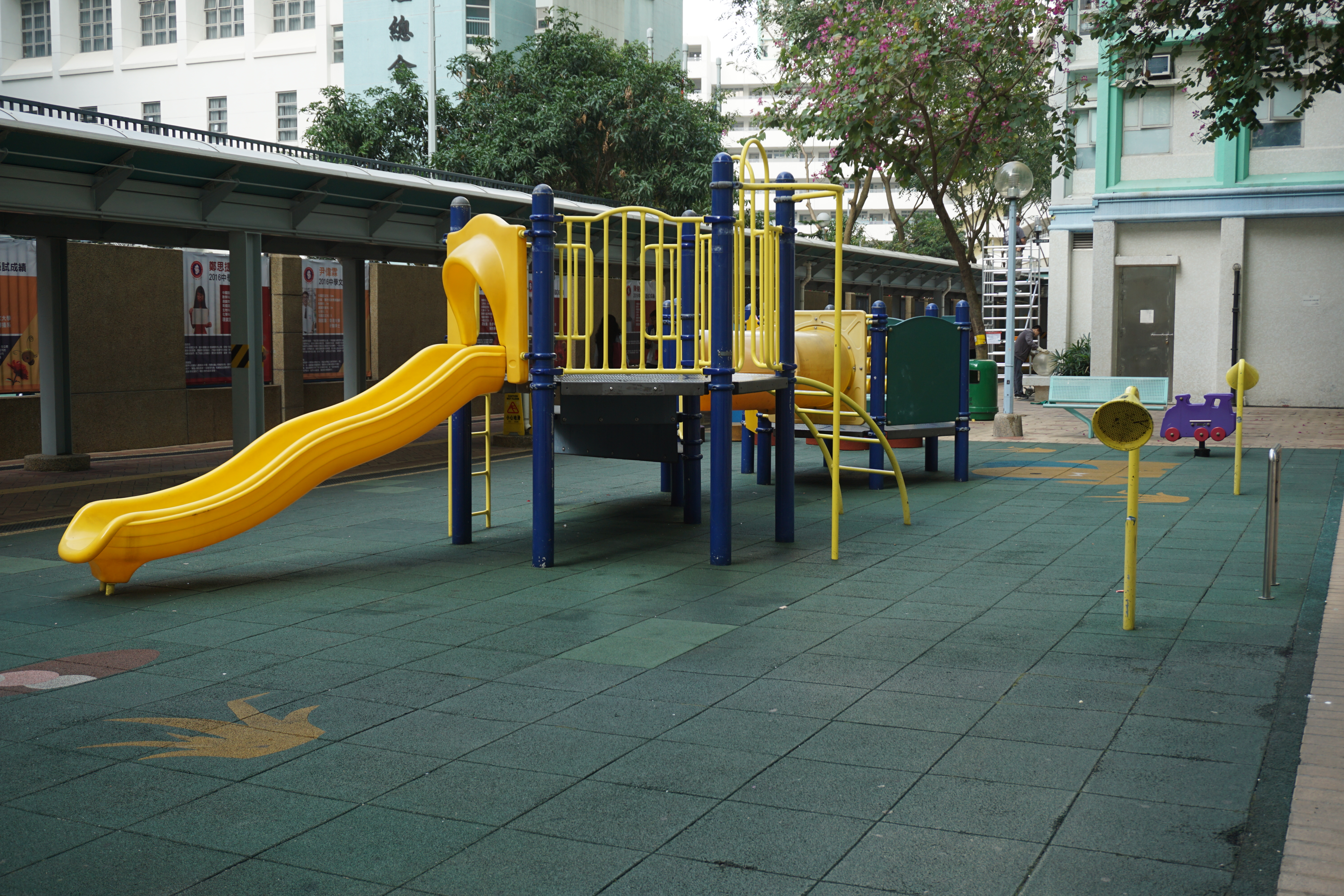
兒童遊樂場（5）

## 屋邨資料

### 樓宇
| 樓宇名稱（座號） | 樓宇類型                          | 落成年份 | 層數（住宅層數） | 每層伙數 | 每座單位總數（伙） | 建築師                        | 承建商                            | 提供升降機服務的廠商                      | 期數 |
| ---------------- | --------------------------------- | -------- | ---------------- | -------- | ------------------ | ----------------------------- | --------------------------------- | ----------------------------------------- | ---- |
| 健樓（第1座）    | 和諧一型第三代後期 （第七款設計） | 2001年   | 41（1-40）       | 16       | 640                | 房屋署總建築師                | 新福港                            | 通力 （載重量為1000公斤，載客量為13人）   | 3    |
| 貴樓（第2座）    | 和諧一型第三代後期 （第七款設計） | 2001年   | 41（1-40）       | 16       | 640                | 房屋署總建築師                | 新福港                            | 通力 （載重量為1000公斤，載客量為13人）   | 3    |
| 富樓（第3座）    | 和諧一型第三代後期 （第七款設計） | 2001年   | 41（1-40）       | 16       | 640                | 房屋署總建築師                | 新福港                            | 通力 （載重量為1000公斤，載客量為13人）   | 3    |
| 卓樓（第4座）    | 康和一型第二款                    | 2001年   | 41（1-40）       | 8        | 320                | 房屋署總建築師                | 禮頓建築                          | 日立 （載重量為900公斤，載客量為12人）    | 4    |
| 欣樓（第5座）    | 康和一型第二款                    | 2001年   | 41（1-40）       | 8        | 320                | 房屋署總建築師                | 禮頓建築                          | 日立 （載重量為900公斤，載客量為12人）    | 4    |
| 樂樓（第6座）    | 康和一型第二款                    | 2001年   | 41（1-40）       | 8        | 320                | 房屋署總建築師                | 禮頓建築                          | 日立 （載重量為900公斤，載客量為12人）    | 4    |
| 俊樓（第7座）    | 康和一型第二款                    | 2001年   | 41（1-40）       | 8        | 320                | 房屋署總建築師                | 禮頓建築                          | 日立 （載重量為900公斤，載客量為12人）    | 4    |
| 恒翠樓（第8座）    | 新十字型 （1999年改良版本）       | 2001年   | 41（1-40）       | 10       | 400                | 房屋署總建築師、 Design 2公司 | 其士（建築）                      | 富士達 （載重量為1000公斤，載客量為13人） | 2    |
| 恒輝樓（第9座）    | 新十字型 （1999年改良版本）       | 2001年   | 41（1-40）       | 10       | 400                | 房屋署總建築師、 Design 2公司 | 其士（建築）                      | 富士達 （載重量為1000公斤，載客量為13人） | 2    |
| 恒滿樓（第10座）   | 康和一型第一款                    | 2001年   | 41（1-40）       | 8        | 320                | 房屋署總建築師、 Design 2公司 | 其士（建築）                      | 富士達 （載重量為900公斤，載客量為12人）  | 2    |
| 麗樓（第11座）   | 康和一型第一款                    | 2001年   | 41（1-40）       | 8        | 320                | 房屋署總建築師、 Design 2公司 | 其士（建築）                      | 富士達 （載重量為900公斤，載客量為12人）  | 2    |
| 恒智樓（第12座）   | 新十字型 （1999年改良版本）       | 2001年   | 38（1-37）       | 10       | 370                | 房屋署總建築師                | 鶴記營造 （地基承建商為劍虹地基） | 富士達 （載重量為1000公斤，載客量為13人） | 1    |
| 恒運樓（第13座）   | 新十字型 （1999年改良版本）       | 2001年   | 38（1-37）       | 10       | 370                | 房屋署總建築師                | 鶴記營造 （地基承建商為劍虹地基） | 富士達 （載重量為1000公斤，載客量為13人） | 1    |
| 通樓（第14座）   | 新十字型 （1999年改良版本）       | 2001年   | 39（1-38）       | 10       | 380                | 房屋署總建築師                | 鶴記營造 （地基承建商為劍虹地基） | 富士達 （載重量為1000公斤，載客量為13人） | 1    |

第4期附屬的中、小學校舍工程，均由禮頓建築承建。

## 教育及福利設施

### 中學
- 順德聯誼總會翁祐中學（2001年創辦）

### 小學
- 順德聯誼總會伍冕端小學 （页面存档备份，存于）（2001年創辦）

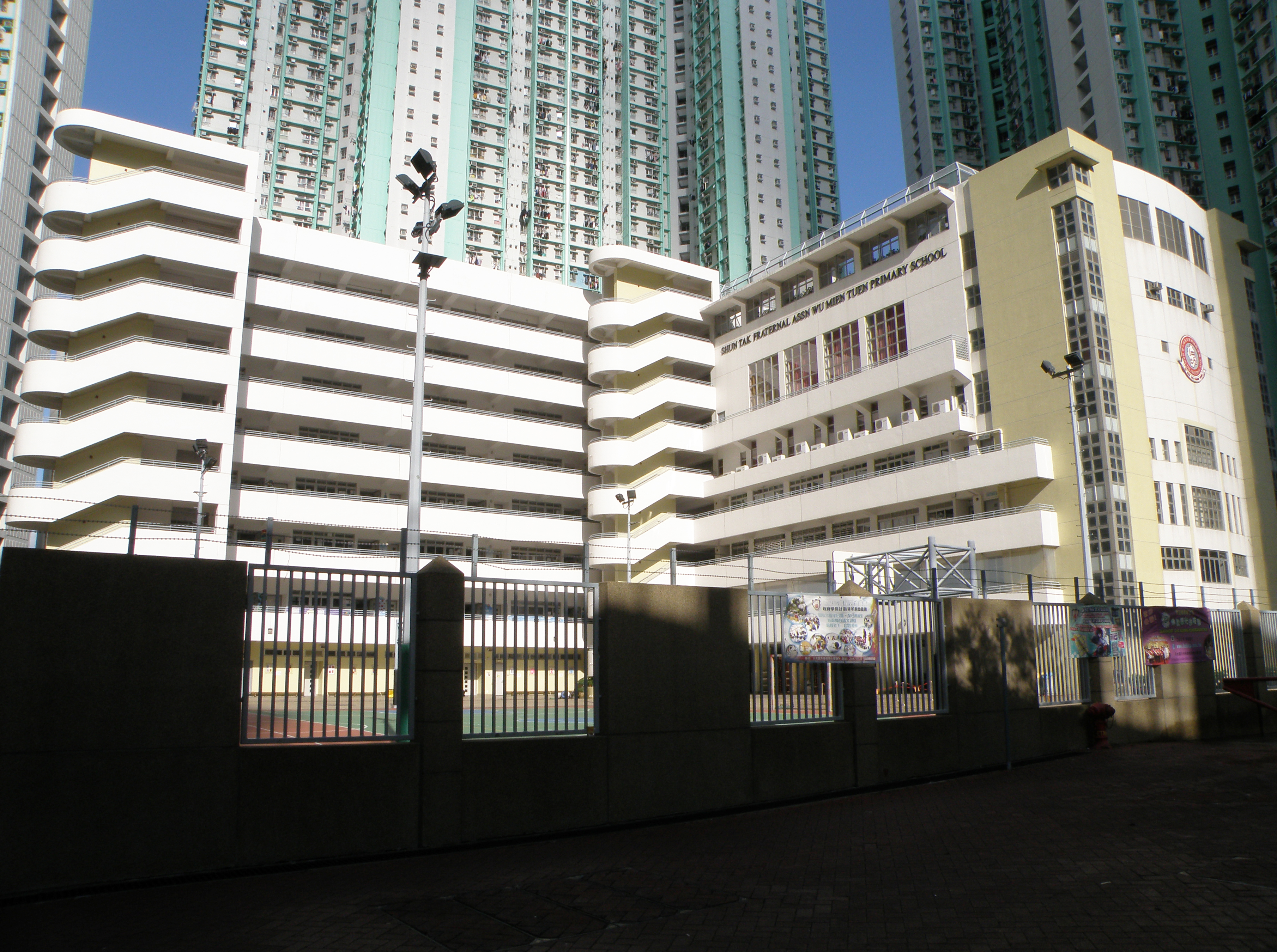
順德聯誼總會伍冕端小學

### 幼稚園
- 仁濟醫院明德幼稚園 （页面存档备份，存于）（2001年創辦）（位於恒健樓B及C翼地下）
- 天水圍宣道幼稚園 （页面存档备份，存于）（2001年創辦）（位於恒富樓B及C翼地下）
- 香港基督教服務處天恒幼兒學校 （页面存档备份，存于）（2002年創辦）（位於恒貴樓地下B及C翼）

### 社會企業暨青少年服務中心
- 博愛Café 及 博愛醫院慧妍雅集新Teen地 （页面存档备份，存于）（位於天恒邨停車場A翼5樓2號單位）

### 綜合青少年服務中心
- 東華三院賽馬會天水圍綜合服務中心 （页面存档备份，存于）（位於天恒邨停車場6樓）

### 區議員辦事處
林宗賢議員辦事處：天恒邨恒麗樓地下

## 鄰近

### 公共屋邨
- 天澤邨
- 天逸邨
- 俊宏軒

### 私人屋苑
- Wetland Seasons Bay

### 公園
- 香港濕地公園
- 天秀路公園

## 天比高創作伙伴
2008年，香港商業電台於本邨開設了天比高創作伙伴。

## 相關事件
一家四口滅門慘案
2004年4月11日，天恒邨恒運樓208室，發生了一宗轟動全港一家四口滅門倫常慘案，案中一名31歲新移民女子金淑英及一對6歲女兒死亡，而涉嫌傷人的45歲丈夫李柏森其後亦傷重死亡，事件引起廣泛關注。事件需召開死因庭聆訊，陪審團裁定，女死者及她的一對女兒死於非法被殺，而男死者則死於自殺。死因庭亦提出建議，改善處理家庭糾紛的手法，當中包括提升市民認知家庭暴力的嚴重性，要求警方及社工改善處理家庭暴力個案的手法。
事件其後由著名導演許鞍華，改編成電影《天水圍的夜與霧》，分別由任達華與張靜初飾演男、女主角，電影於2009年上映，任達華更憑此片在西班牙電影頒獎禮贏得影帝。該電影在該屋邨的恆欣樓拍攝
蔣世豪墮樓身亡
2011年4月22日清晨六時，前香港足球代表隊隊長蔣世豪，被發現於天恒邨恒卓樓寓所墮樓身亡，享年35歲。
樂樓單位火警 兄妹死亡
2018年9月1日，恒樂樓38樓一個單位睡房起火，單位內一對分別21歲及19歲兄妹昏迷送院搶救，情況危殆，在元朗賣魚的母親得悉事件後一度情緒激動。兄妹二人留醫深切治療部，後證實腦幹死亡，在家人同意下在13日下午拔喉，兄妹二人離世。
欣樓一名年約20至30歲男子墮樓身亡
2020年11月8日早上近11時，天恒邨恒欣樓一名年約20至30歲男子，由高處墮下，倒卧恒欣樓對開地面，救護員接報到場，經檢驗後證實男事主當場身亡，根據香港媒體報導指出，家屬到場認屍抱頭痛哭，警方正調查死因。
翠樓火災令二人死亡
2022年1月18日下午2時許，天恒邨恒翠樓40樓一單位起火，事件導致2人死亡。

## 外部連結
- 房屋署天邨資料